# Dayo Odeyingbo
Temidayo Jordan Odeyingbo (New York, 24 settembre 1999) è un giocatore di football americano liberiano che milita nel ruolo di defensive end per i Chicago Bears della National Football League (NFL).

## Carriera

### Indianapolis Colts
Odeyingbo al giocò a football all'Università Vanderbilt. Fu scelto nel corso del secondo giro (54º assoluto) del Draft NFL 2021 dagli Indianapolis Colts. La sua stagione da rookie si concluse con 4 tackle, 0,5 sack e un fumble forzato in 10 presenze, nessuna delle quali come titolare.
Nel decimo turno della stagione 2023, Odeyingbo mise a segno un nuovo primato personale di 3 sack nella vittoria sui New England Patriots.